# Thouarella (Thouarella) antarctica
Thouarella (Thouarella) antarctica is een zachte koraalsoort uit de familie Primnoidae. De koraalsoort komt uit het geslacht Thouarella. Thouarella (Thouarella) antarctica werd in 1846 voor het eerst wetenschappelijk beschreven door Valenciennes. 